# Oldřich Švarný

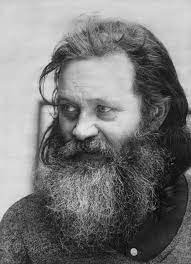
Oldřich Švarný

Oldřich Švarný (geboren am 1. Mai 1920 in Velké Němčice; gestorben am 19. April 2011 in Prag) war ein tschechischer Sinologe und Phonetiker.

## Biografie
Oldřich Švarný hatte eine schwere Kindheit und wurde im Alter von sieben Jahren zur Waise. 1939 schloss er das Öffentliche Humanistische Gymnasium in Brünn ab.
Švarný begann ein Latein- und Griechisch-Studium an der Masaryk-Universität in Brünn. Kurz darauf wurden die tschechischen Universitäten von der faschistischen deutschen Besatzungsmacht geschlossen und Švarný wurde zur Zwangsarbeit nach Deutschland gebracht. Neben der Zwangsarbeit im Straßenbau lernte er Italienisch, Französisch, Spanisch, Griechisch, Englisch und Russisch. Bereits damals begann er, sich für den Rhythmus des Altgriechischen, aber auch für die chinesische Sprache zu interessieren.
Nach dem Krieg studierte Švarný an der Masaryk-Universität Englisch und Russisch. Nach Abschluss seines Studiums im Jahr 1947 unterrichtete er diese beiden Sprachen drei Jahre lang an mehreren Mittelschulen in Brünn. 1950 nahm er ein Studium der Sinologie und der Phonetik an der Karlsuniversität Prag auf. Jaroslav Průšek beauftragte ihn mit der Entwicklung einer neuen tschechischen Umschrift für das Chinesische. 1951 stellte Švarný sein Transkriptionssystem, die Tschechische Umschrift des Chinesischen, vor. Diese wird in der Tschechischen Republik – neben Hànyǔ Pīnyīn – bis heute verwendet.
1951 wurde Švarný am Orientalischen Institut (Orientální ústav) aufgenommen, das später in die Tschechoslowakische Akademie der Wissenschaften eingegliedert wurde. 1952 verteidigte er seine Dissertation über die prosodischen Merkmale der Silbe im Chinesischen und ihre Veränderungen in zusammenhängender Rede, die auf Laboranalysen in Zusammenarbeit mit Bohuslav Hála beruhte. 1955 veröffentlichte er gemeinsam mit Karel Ohnesorg eine detaillierte Beschreibung der Artikulation der chinesischen Vokale und Konsonanten auf Grundlage von Röntgenaufnahmen und Palatogrammen.
1955 verbrachte Švarný mit einer Delegation des Bildungsministeriums vier Monate in der Volksrepublik China, wo er Kontakt mit den chinesischen Sprachwissenschaftlern Lǚ Shūxiāng (吕叔湘) und Xú Shìróng (徐世荣) aufnahm. Es sollte bis zum Ende seines Lebens sein einziger Aufenthalt in China sein.
Bis Anfang der 1960er Jahre unterrichtete Švarný Chinesisch an der Karlsuniversität.
1963 verteidigte Švarný seine zweite Dissertation über das Problem von Morphemen und Wörtern im Chinesischen. Er veröffentlichte mehrere Lehrbücher.
1969/1970 verbrachte Švarný ein Jahr an den Universitäten Princeton und Berkeley, wo er mit William S.-Y. Wang (Wáng Shìyuán 王士元) zusammenarbeitete und sich mit der Phonetik und Prosodie des gesprochenen Chinesisch befasste. Nach seiner Rückkehr aus den USA arbeitete Švarný mehr als fünf Jahre lang an der Transkription und Analyse eines Korpus des gesprochenen Chinesisch, das er für ein Lernwörterbuch aufgebaut hatte.
Seit der Niederschlagung des Prager Frühlings 1968 war Švarný politisch unter Druck. 1976 wurde er aus ideologischen Gründen vom Orientalischen Institut entlassen, erhielt jedoch einen Vertrag für externe Teilzeitarbeit. Er begann, am Bezirkskulturhaus 6 (Obvodní kulturní dům 6) in Prag Chinesisch zu unterrichten.
In den 1980er Jahren befasste Švarný sich mit dem Rhythmus des gesprochenen Chinesisch und mit weiteren asiatischen Sprachen (Sanskrit, Hebräisch, Arabisch, Tibetisch und Vietnamesisch).
Nach der Samtenen Revolution im November 1989 war Švarný politisch rehabilitiert. 1989 bis 1991 unterrichtete er an der Comenius-Universität Bratislava, 1990 bis 1997 an der Karlsuniversität und 1994 bis 2007 an der Palacký-Universität Olmütz.
In den Jahren 1998 bis 2000 erschien endlich Švarnýs Hauptwerk: Učební slovník jazyka čínského (Lernwörterbuch der chinesischen Sprach) in vier Bänden, an dem er mehrere Jahrzehnte lang gearbeitet hatte. Es bietet eine Analyse von fast zweitausend einsilbigen Morphemen mit mehreren Tausend Beispielsätzen.

## Werke (Auswahl)

### Monografien
- Prosodické vlastnosti slabiky v čínštině a jejich modifikace v řeči souvislé. Unveröffentlichte Dissertation. Prag: Karlsuniversität, 1952.
- K otázce morfému a slova v moderní hovorové čínštině. Unveröffentlichte Dissertation. Prag: Orientální ústav, 1963.
- Études experimentales des articulations chinoises (mit K. Ohnesorg) (Rozpravy ČSAV 65, řada Společenské vědy, sešit 5; Praha: NČSAV, 1955)
- K otázce morfému a slova v moderní hovorové čínštině (Praha: Orientální ústav, 1963)
- Úvod do hovorové čínštiny, 2 Bde. Prag: Státní pedagogické nakladatelství, 1967 (mit Jarmila Kalousková, Čang Ťing-jü Rotterová und Josef Bartůšek).
- Gramatika hovorové čínštiny v příkladech. Bratislava: Vydavateľstvo Univerzity Komenského, Bd. 1: 1991; Bd. 2: 1993 (mit O. Lomová und Tchang Jün-ling Rusková).
- Hovorová čínština v příkladech 1–4. Olomouc: Univerzita Palackého, 1998 (mit mehreren Koautoren).
- Úvod do studia hovorové čínštiny. Olomouc: Univerzita Palackého, 1997 (mit David Uher).
- Učební slovník jazyka čínského, 4 Bde. Olomouc: Univerzita Palackého, Bd. 1 1998, Bd. 2 1999, Bd. 3 1999, Bd. 4 2000.
- Rok 2000, jazyk jako most i propast. Prag: Mladá fronta, 1992 (mit Josef Skácel und Petr Zima).

### Artikel
- Some remarks on the articulation of the "cerebral" consonants in Indian languages, especially in Tamil. In: Archiv orientální 23,3 (1955), S. 374–434 (mit Kamil Zvelebil).
- Études expérimentales des articulations chinoises. In: Rozpravy Československé akademie věd. Společenské vědy 65.5 (1955) (mit Karel Ohnesorg).
- Reforma písma v Číně. In: Nový Orient 20.7 (1965), S. 214–215.
- Je čínština těžká?. In: Nový Orient 21.4 (1966) S. 116.
- Zum Problem der Differenzierung der unbetonten Silben im Peking-Dialekt. In: Archiv orientální 34 (1966) S. 165–211 (mit Kuan Ming-če).
- Zur Frage der Reduktion der Vokalelemente in den atonischen Silben im Pekinger Dialekt. In: Wissenschaftliche Zeitschrift des Karl-Marx-Universität, Gesellschafts- und Sprachwissenschaftliche Reihe 16.1/2 (1967) S. 249–250 (mit Kuan Ming-če).
- Prosodic features and their functioning in modern Chinese. In: Papers of the CIC Far Eastern Language Institute. Ann Arbor, 1968, S. 77–80 (mit B. Krones und R. Hanson).
- Grammatikalische und phonetische Anzeigen im Chinesischen Wörterbuch. In: Probleme der Lexikografie. Berlin: Akademie-Verlag, 1970, S. 53–58.
- Pekinese tones - proposal of a new approach. In: Acta Universitatis Carolinae, Philologica 1, Phonetica Pragensia III. Prag: 1972, S. 257–260.
- Variability of tone prominence in Chinese (Pekinese). In: L. Hřebíček, V. Černý u. a. (Hg.): Asian and African languages in social context. Prag: Academia, 1974, S. 127–186.
- Vývoj a možnosti znakového písma. In: Jaroslav Bařinka u. a. (Hg.): Kulturní tradice Dálného východu. Prag: Odeon, 1980, S. 139–182.
- The functioning of the prosodic features in Chinese (Pekinese). In: Archiv orientální 59.2 (1991), S. 208–216.
- Prosodic features in Chinese (Pekinese). Prosodic transcription and statistical tables. In: Archiv orientální 59.3 (1991), S. 34–254 (mit Tchang Jün-ling Rusková).
- Rhythmical features of spoken Chinese: quantitative and grammatical analysis methodology. In: Rocznik Orientalistyczny 47.2 (1991), S. 131–137.
- Prosodical Transcription of Modern Chinese: Experimental Research and Teaching Practice. In: Zdena Palková, Hans-Walter Wordarz (Hg.): Papers in Phonetics and Speech Processing (Forum Phoneticum 70). Frankfurt am Main: Hector, 2000, S. 149–157.